# Takerufuji Mikiya
 (février 2025).
La mise en forme du texte ne suit pas les recommandations de Wikipédia : il faut le « wikifier ».
Les points d'amélioration suivants sont les cas les plus fréquents. Le détail des points à revoir est peut-être précisé sur la page de discussion.
- Les titres sont pré-formatés par le logiciel. Ils ne sont ni en capitales, ni en gras.
- Le texte ne doit pas être écrit en capitales (les noms de famille non plus), ni en gras, ni en italique, ni en « petit »…
- Le gras n'est utilisé que pour surligner le titre de l'article dans l'introduction, une seule fois.
- L'italique est rarement utilisé : mots en langue étrangère, titres d'œuvres, noms de bateaux, etc.
- Les citations ne sont pas en italique mais en corps de texte normal. Elles sont entourées par des guillemets français : « et ».
- Les listes à puces sont à éviter, des paragraphes rédigés étant largement préférés. Les tableaux sont à réserver à la présentation de données structurées (résultats, etc.).
- Les appels de note de bas de page (petits chiffres en exposant, introduits par l'outil «  Source ») sont à placer entre la fin de phrase et le point final[comme ça].
- Les liens internes (vers d'autres articles de Wikipédia) sont à choisir avec parcimonie. Créez des liens vers des articles approfondissant le sujet. Les termes génériques sans rapport avec le sujet sont à éviter, ainsi que les répétitions de liens vers un même terme.
- Les liens externes sont à placer uniquement dans une section « Liens externes », à la fin de l'article. Ces liens sont à choisir avec parcimonie suivant les règles définies. Si un lien sert de source à l'article, son insertion dans le texte est à faire par les notes de bas de page.
- La présentation des références doit suivre les conventions bibliographiques. Il est recommandé d'utiliser les modèles {{Ouvrage}}, {{Chapitre}}, {{Article}}, {{Lien web}} et/ou {{Bibliographie}}. Le mode d'édition visuel peut mettre en forme automatiquement les références.
- Insérer une infobox (cadre d'informations à droite) n'est pas obligatoire pour parachever la mise en page.

Pour une aide détaillée, merci de consulter Aide:Wikification.
Si vous pensez que ces points ont été résolus, vous pouvez retirer ce bandeau et améliorer la mise en forme d'un autre article.
 (février 2025).
Takerufuji Mikiya (尊富士 弥輝也), né le 9 avril 1999 comme Mikiya Ishioka (石岡 弥輝也, Ishioka Mikiya) est un lutteur professionnel de sumo de Kanagi dans la préfecture d'Aomori. Son meilleur classement est maegashira 6.
Il se distingue en 2024 grâce à un début de saison exceptionnel. Il est promu en division makuuchi après seulement un tournoi en juryo et gagne la coupe de l'Empereur dans la foulée. Il est le 1er rikishi en 110 ans à réaliser cet exploit.

## Jeunesse et début de carrière
Mikiya Ishioka est né dans le district rural de Kitatsugaru et grandit principalement avec sa mère qui a divorcé de son père pendant ses années de lycée. Il découvre le sumo grâce à son grand-père qui est un lutteur amateur et entraîneur d'un club local et commence la pratique dès la maternelle,,. A ses débuts, il est plus motivé par le morceau de karaage au retour de l'entrainement que du sport en lui même.
Au cours de sa scolarité, il participe à plusieurs tournois nationaux et se classe régulièrement dans les meilleurs. En 2014, avec son équipe du club Asahifuji Sumo Club (旭富士ジュニアクラブ) de Tsugaru, il remporte la coupe Hakuho et finit 3ème du classement individuel.
Après le collège, il s'inscrit au lycée Tottori Jōhoku, célèbre pour son club de sumo,. Cependant durant le lycée il souffre de blessures répétées au genou, notamment d'une déchirure du ligament croisé antérieur du genou gauche. Il réussit tout de même à se classer dans le top 8 du tournoi national des lycées de Kanazawa.
Après le lycée, il a continué sa carrière amateur en rejoignant l'Université Nihon. Au cours de sa deuxième année, il se blesse de nouveau au genou droit et a presque abandonné l'idée de devenir un rikishi professionnel. Force de persévérance, il obtient quand même la deuxième place dans la compétition individuelle au tournoi national universitaire à Kanazawa. Durant ses années universitaires, une rivalité née avec Daiki Nakamura, le futur ozeki, l'affrontant au total quatre fois et remportant deux de ces matchs.
En 2021, Ishioka décide de devenir professionnel, inspiré par le retour exceptionnel de Terunofuji, un ancien élève du lycée Jōhoku. Il rejoint l'écurie Isegahama parce que Terunofuji y évolue et parce que le maître d'écurie Isegahama (l'ancien yokozuna Asahifuji ) est le fondateur de son club du collège, facilitant la relation.

## Début de carrière
Ishioka recoit le shikona (nom de lutteur) Takerufuji (尊富士) constitué d'un kanji pour désigner une personne de statut élevé (尊) qui est aussi le kanji dans le nom du héros japonais Yamato Takeru, combiné avec le kanji -fuji (富士) du nom même du maître d'écurie (Asahifuji). Dans l'écurie, il vit avec le lutteur de division supérieure Nishikifuji.
Lors de son premier tournoi professionnel, Takerufuji remporte la division jonokuchi avec un zencho, infligeant une défaite à l'ancien lutteur makuuchi Kyokutaisei, qui faisait son retour après une absence de trois tournois en raison d'une blessure,. Lors du tournoi suivant en jonidan, il remporte son deuxième titre, encore une fois avec sept victoires. Takerufuji subit sa première défaite lors du troisième match de sandanme, terminant le tournoi avec un score de 6-1. Promu au rang de makushita, Takerufuji continue de produire de solides résultats mais ne remporte pas de nouveau championnat. Ses performances lui valent cependant d'être promu en division jūryō pour le tournoi de janvier de 2024, lorsqu'il a enregistré un quatrième kachi-koshi en makushita. Cette promotion au statut de sekitori, obtenue pour son huitième tournoi, fait de Takerufuji le septième lutteur le plus rapide à obtenir cette promotion dans l'histoire moderne du sumo, ex-aequo avec son compagnon d'écurie Atamifuji et l'ancien ōzeki Konishiki VI,.
Il remporte le championnat jūryō dès sa première apparition, coïncidant avec la victoire de son compagnon d'écurie, le yokozuna Terunofuji, qui remporte la division makuuchi.

## Makuuchi

### Promotion en première division et titre historique
Grâce à sa victoire en jūryō au tournoi de janvier, Takerufuji est promu en makuuchi (1ère division) lors du Haru basho 2024. il réalise un début de tournoi parfait en alignant 11 victoires d'affilée en battant notamment son rival Ōnosato et l'ozeki Kotonowaka. Il finit par perdre contre Hoshoryu mais continue de dominer le tournoi. Il se blesse gravement lors du 14ème match l'obligeant à sortir sur fauteuil roulant. Malgré la suggestion de son maître d'écurie Isegahama (le 63e yokozuna Asahifuji ) de se retirer, Takerufuji déclare qu'il regretterait toute sa vie s'il le faisait. Alors, refusant d'abandonner le titre, il décide de remonter sur le dohyo pour le dernier combat qu'il gagne ainsi que le tournoi.
Sa prouesse lui vaut de battre plusieurs records. C'est notamment la première en 110 ans, depuis Ryōgoku Kajinosuke II en 1914, qu'un débutant en division makuuchi remporte un tournoi. Il égale aussi la plus grande série de victoire pour un débutant détenue depuis 1960 par Taihō. Pour sa performance, Takerufuji reçoit les 3 sanshos, une première en 24 ans,.
Sa ville natale de Goshogawara a annoncé la création d'un « Prix d'honneur du citoyen », avec l'intention de faire de Takerufuji le premier récipiendaire du prix. Sa ville organise également un défilé en son honneur . Environ 55 000 personnes assiste à l'événement, soit plus que la population de la ville, qui est de 50 000 habitants.
Concernant sa rivalité avec Ōnosato, le président du Conseil de délibération des Yokozuna, Masayuki Yamauchi la définie comme un duel entre un tigre un du dragon pour désigner deux adversaires de force égale,.

### Blessure, rétrogradation et retour
Après sa victoire historique, Takerufuji est diagnostiqué d'une blessure ligamentaire à la cheville droite, l'empêchant de se présenter au tournoi suivant et de ne participer qu'à 3 combats de celui de juillet. Cela lui vaut la rétrogradation en division juryo.
Il revient pleinement soigné pour le tournoi de septembre et remporte immédiatement le titre de deuxième division. Il réintègre alors pour le dernier tournoi de l'année 2024 la première division.

## Style de combat
Takerufuji est spécialisé dans les techniques de poussée ( tsuki/oshi ). Il gagne régulièrement par oshi-dashi (poussée vers l'extérieur) et hataki-komi (gifle vers le bas). La vitesse de Takerufuji, à la fois physique et mentale, est également soulignée comme l’une de ses plus grandes forces. Dans un article pour Sports Hochi, Oguruma (ancien ōzeki Kotokaze ) a comparé cette capacité à celle de l'ancien sekiwake Kotonishiki, tandis que dans le même temps, l'ancien yokozuna Wakanohana III a loué dans Nikkan Sports sa capacité à s'adapter et à toujours pratiquer un style offensif.
Il est également à noter que Takerufuji peut soulever 220kg au développé couché. Néanmoins, depuis le tournoi de janvier 2024, sur les conseils du yokozuna Terunofuji, il s'est abstenu de poursuivre tout entraînement de force afin de se concentrer davantage sur le bas du corps.

## Résultats par basho
| Année | Janvier Hatsu basho, Tokyo         | Mars Haru basho, Osaka           | Mai Natsu basho, Tokyo                 | Juillet Nagoya basho, Nagoya | Septembre Aki basho, Tokyo          | Novembre Kyūshū basho, Fukuoka         |
| --- | ---------------------------------- | -------------------------------- | -------------------------------------- | ---------------------------- | ----------------------------------- | -------------------------------------- |
| 2022 | x                                  | x                                | x                                      | x                            | (Maezumo)                           | Jonokuchi de l’Ouest #15 7–0– CHAMPION |
| 2023 | Jonidan de l’Est #11 7–0– CHAMPION | Sandanme de l’Est #19 6–1        | Makushita de l’Est #41 6–1             | Makushita de l’Est #17 6–1   | Makushita de l’Est #6 5–2           | Makushita de l’Ouest #1 6–1            |
| 2024 | Jūryō de l’Est #10 13–2– CHAMPION  | Maegashira de l’Est #17 13–2 CPT | Maegashira de l’Est #6 Blessure 0–0–15 | Jūryō de l’Est #2 2–1–12     | Jūryō de l’Ouest #11 13–2– CHAMPION | Maegashira de l’Ouest #16 10–5         |
| 2025 | Maegashira de l’Ouest #11 10–5     | Maegashira de l’Ouest #6 9–6     | Maegashira de l’Est #4 6–9             | Maegashira de l’Est #6 5–8–2 |                                     |                                        |
| Résultats sous la forme victoires – défaites – absences Champion du tournoi Vice-champion du tournoi Retraite Divisions inférieures Non-participation Sanshō : C = Combativité ; P = Performance exceptionnelle ; T = Technique Aussi représentés : ★ = Kinboshi ; P = Playoff(s) Divisions : Makuuchi — Jūryō — Makushita — Sandanme — Jonidan — Jonokuchi Rangs Makuuchi : Yokozuna — Ōzeki — Sekiwake — Komusubi — Maegashira |                                    |                                  |                                        |                              |                                     |                                        |